# Ginshachia gemmifera
Ginshachia gemmifera är en fjärilsart som beskrevs av Moore 1879. Ginshachia gemmifera ingår i släktet Ginshachia och familjen tandspinnare. Inga underarter finns listade i Catalogue of Life.